# AKA 7even
AKA 7even, seudónimo de Luca Marzano (Vico Equense, 23 de octubre de 2000), es un cantautor italiano.
Alcanzó el éxito en 2020 tras su participación en la vigésima edición del concurso de talentos Amici di Maria De Filippi. Logró un disco de platino por su álbum debut homónimo, que alcanzó la cima de las listas italianas, y varias otras certificaciones por los sencillos Mi manchi, Loca y Perfetta così. Ganador de un MTV Europe Music Award y de un Kids' Choice Award, en 2022 participó en la competición del 72º Festival de San Remo con la canción Perfetta così.

## Biografía
Creció en Santa Maria la Carità, en la provincia de Nápoles, y a la edad de siete años se encontró en coma durante siete días, debido a una encefalitis. Al despertar, refiere haber visto a sus abuelos, fallecidos desde hacía tiempo y a quienes nunca había conocido. De esta experiencia surgió su seudónimo "AKA 7even". Luca Marzano debutó en 2017 participando en la undécima edición del talent show X Factor. Aunque fue eliminado durante la fase de bootcamp, al año siguiente comenzó a publicar música bajo su nombre real. Primero produjo un sencillo y finalmente, en 2019, el EP debut Chiaroscuro, así como otros sencillos. Desde 2020, Marzano ha lanzado música bajo el seudónimo AKA 7even, lanzando varios sencillos, incluida una colaboración con el rapero Biondo titulada Coco. También en 2020 participó en la vigésima edición del concurso de talentos musicales Amici di Maria De Filippi; siendo luego seleccionado para participar en la fase inicial del programa y luego acceder a la fase vespertina, donde una vez llegado a la final quedó cuarto en la clasificación general y segundo en la categoría de canto.
Durante el transcurso del concurso de talentos, Marzano firmó un contrato discográfico con Columbia Records, con quien lanzó algunos sencillos, obteniendo un notable éxito comercial con la balada Mi manchi: la canción de hecho alcanzó la cuarta posición en el Top Singles chart y fue certificada doble platino por FIMI. En mayo de 2021, AKA 7even lanzó el sencillo Loca y el álbum debut homónimo, antes de terminar tercero en la final de Amici. En las siguientes semanas, el álbum y el sencillo Loca alcanzaron la tercera y segunda posición respectivamente en las listas italianas y fueron certificados platino y triple platino respectivamente.
En el verano de 2021, el artista se embarcó en su primera gira nacional llamada Estate Loca Tour y actuó en eventos musicales como Battiti Live y los SEAT Music Awards. Tras su éxito nacional, la canción Loca fue lanzada en una versión en español como dueto con el cantante Robledo. En septiembre de 2021, sus canciones Mi manchi y Black fueron incluidas en la banda sonora del cortometraje La regina di cuori.
El 29 de octubre de 2021 se lanzó el sencillo 6 PM, mientras que el 14 de noviembre recibió el premio MTV Europe Music Award como Mejor Artista Italiano en Budapest, Hungría.  Su primer libro, titulado 7 vite, está disponible en todas las librerías desde el 23 de noviembre.
El 4 de diciembre de 2021 se anunció en TG1 su participación en el 72° Festival de San Remo, seguida el 15 de diciembre por el anuncio de la canción Perfetta così certificada platino por 100 mil copias vendidas, con la que compitió en la competencia en febrero de 2022, terminando en el decimotercer lugar al final del evento musical. En abril del mismo año fue galardonado con el premio Kids' Choice Award como cantante italiano favorito. Posteriormente publicó los sencillos Come la prima volta y Toca, este último en colaboración con Guè y certificado oro. Del 5 de septiembre a diciembre fue testigo presencial de CoopVoce. Además de haber realizado su primera gira denominada AKA 7even Summer Tour, el artista se presentó en varios eventos musicales como los TIM Music Awards Special.

## Influencias musicales
Entrevistado por el periódico La Repubblica, Marzano citó a Alex Baroni, The Weeknd, Bruno Mars, Michael Jackson y Justin Bieber como fuentes de inspiración musical. Respecto a su nombre artístico, el artista explicó que eligió el número 7 tras un coma de siete días provocado por una encefalitis.

## Discografía
- 2021 – AKA 7even

## Giras
- 2021 – Estate Loca Tour
- 2022 – AKA 7even Summer Tour

## Programas de televisión
- X Factor 11 (Sky Uno, Now TV, TV8, Cielo, 2017) - concursante
- Amici di Maria De Filippi 20 (Canale 5, Italia 1, 2020-2021) - concursante

## Participación en eventos de canto
- Festival de San Remo (Rai 1)
  - 2022 – 13.º puesto con Perfetta così

## Comerciales
- CoopVoce (2022-2023)

## Premios y reconocimientos
- Premios Kids' Choice
  - 2022 – Cantante Italiana Favorita[28]
- Premios MTV Europa de la Música
  - 2021 – Mejor artista italiano